# Erika Eleniak
Erika Eleniak (Glendale, California, 29 de septiembre de 1969) es una actriz estadounidense de origen ucraniano por parte paterna y estonio-alemán por parte materna. Es reconocida por su papel como Shauni McClain en las dos primeras temporadas de Baywatch y como Elly May Clampett en The Beverly Hillbillies.  También fue playmate de la revista Playboy.

## Biografía
Ganó popularidad tras su participación en la serie de televisión Baywatch, en la que apareció en 44 episodios de la primera y segunda temporada así como en los dos primeros episodios de la tercera temporada entre 1989 y 1992. En julio de 1989 apareció en la portada de la revista Playboy.
Más tarde coprotagonizó la película Alerta máxima en 1992, del realizador Andrew Davis, protagonizada por Steven Seagal, donde interpretó precisamente a una playmate. Por lo demás, se limitó a producciones menores como Snowbound de Ruben Preuss en 2001, Shakedown de Brian Katkin o Second to Die de Brad Marlowe en 2002, que aunque no fueran grandes cintas, consiguieron ventas aceptables, ganando así en popularidad.
En 2005 retornó con Absolute Zero de Robert Lee y con Fatal Reunion de George Erschbamer, que no cosecharon buenas críticas.

## Vida personal
Estuvo de novia con el actor Billy Warlock en 1989, y posteriormente tuvo un romance con William McNamara en 1994. Luego, cuando se trataba su problema de exceso de peso, se enamoró y casó con el doctor nutricionista Philip Goglia desde mayo de 1998 a 1999, terminando en divorcio. Tuvo una hija llamada Indyanna en 2006 producto de su relación con el modelo y cantante Roch Daigle. Ha aparecido en 2012 en algunas producciones televisivas.

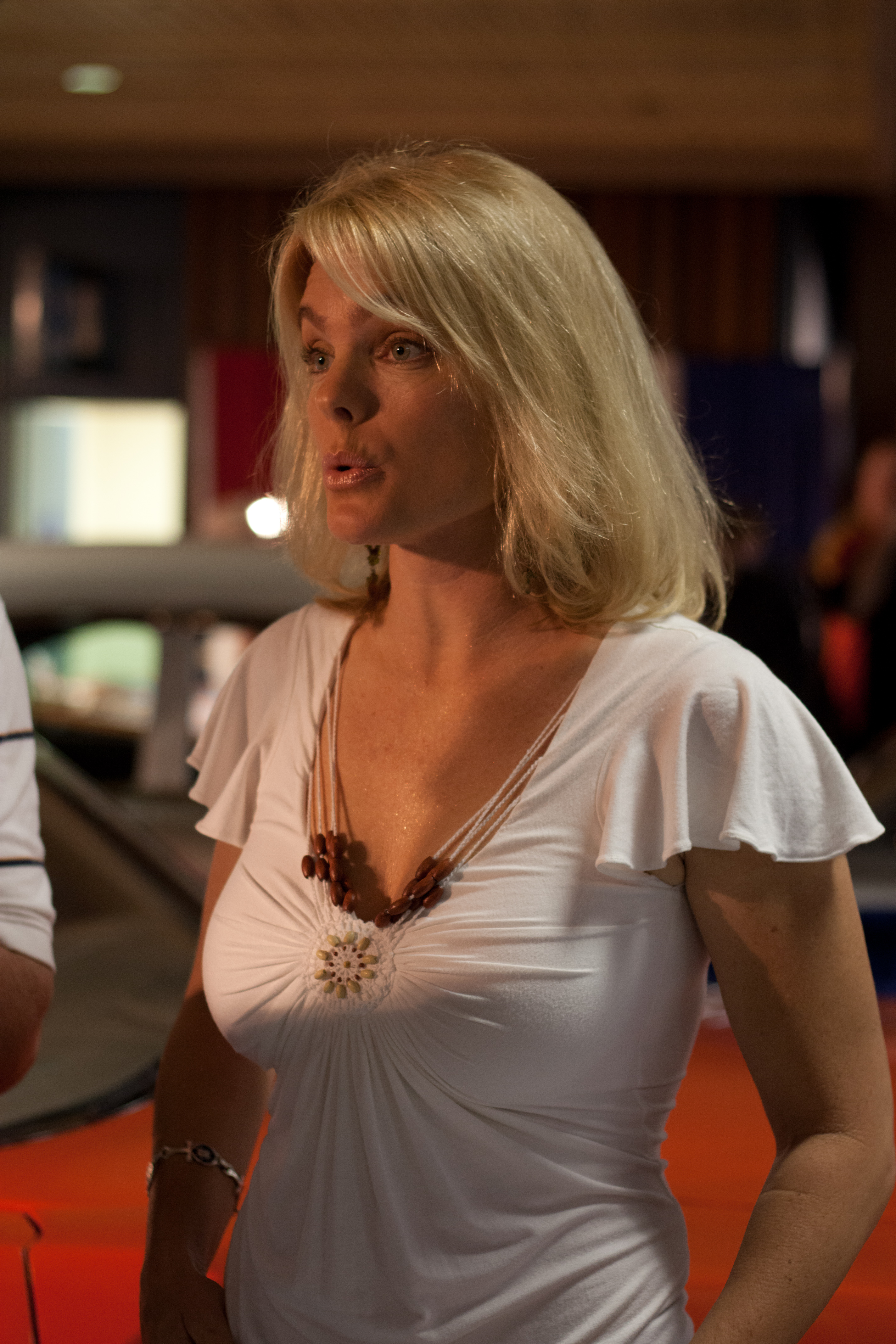
Eleniak en 2010

## Filmografía

### Cine
| Año  | Título                                         | Personaje                           | Notas                                                |
| ---- | ---------------------------------------------- | ----------------------------------- | ---------------------------------------------------- |
| 1982 | E.T. the Extra-Terrestrial                     | Muchacha bonita                     |                                                      |
| 1988 | The Blob                                       | Vicki De Soto                       |                                                      |
| 1992 | Under Siege                                    | Jordan Tate                         |                                                      |
| 1993 | The Beverly Hillbillies                        | Elly May Clampett                   |                                                      |
| 1994 | Chasers                                        | Marinero Toni Johnson               |                                                      |
| 1995 | Girl in the Cadillac                           | Amanda 'Mandy' Baker                |                                                      |
| 1995 | A Pyromaniac's Love Story                      | Stephanie Potts                     |                                                      |
| 1996 | Bordello of Blood                              | Katherine Verdoux                   |                                                      |
| 1997 | She's So Lovely                                | Playmate                            | No acreditada; Gracias especiales                    |
| 1998 | Captive                                        | Samantha Hoffman                    |                                                      |
| 1998 | The Pandora Project                            | Wendy Lane                          |                                                      |
| 1998 | Charades                                       | Monica                              |                                                      |
| 1999 | Love Stinks                                    | Gina                                | Voz. No acreditada                                   |
| 1999 | Stealth Fighter                                | Erin Mitchell                       | Acreditada como Erika Eleniak-Goglia                 |
| 1999 | Final Voyage                                   | Gloria Franklin                     |                                                      |
| 2000 | The Opponent                                   | Patty Sullivan                      |                                                      |
| 2001 | Vegas, City of Dreams                          | Katherine Garrett                   |                                                      |
| 2001 | Snowbound                                      | Barbara Cates                       |                                                      |
| 2002 | Second to Die                                  | Sara Bratchett Scucello, née Morgan |                                                      |
| 2002 | Shakedown                                      | Julie Hayes                         | Directo-a-vídeo                                      |
| 2003 | Betrayal                                       | Emily Shaw                          |                                                      |
| 2003 | The Librarians                                 | Sandi Clark                         |                                                      |
| 2004 | Brilliant                                      | Ricky Smith                         |                                                      |
| 2005 | Caught in the Headlights                       | Kate Parker                         |                                                      |
| 2005 | Fatal Reunion                                  | Jessica Hartley Landers             | Directo-a-vídeo                                      |
| 2009 | Imps*                                          | Brooke Shields                      | Filmada en 1983                                      |
| 2010 | Changing Hands                                 | Mujer en el parque                  |                                                      |
| 2012 | Meant to Be                                    | Linda Dickson                       |                                                      |
| 2012 | Changing Hands Feature                         |                                     |                                                      |
| 2015 | Tainted Blood: The Making of Bordello of Blood | Ella misma / Katherine Verdoux      | Gracias extra especiales. Documental directo a video |
| 2017 | Boone: El cazarrecompensas                     | Ella misma                          |                                                      |
| 2018 | Cor Values                                     | Veronica MacDougall                 |                                                      |
| 2019 | In Search of the Last Action Heroes            | Jordan Tate                         | Documental. No acreditada                            |
| 2022 | Lolipop Gang                                   | Ella misma                          | En producción                                        |
| 2022 | Marilyn Monroe Back?                           | Marilyn Monroe                      | Preproducción                                        |
| TBA  | Baywatch: The Documentary                      | Ella misma                          | Documental. Posproducción                            |

### Televisión
| Año       | Título                                     | Personaje                   | Notas                                                                     |
| --------- | ------------------------------------------ | --------------------------- | ------------------------------------------------------------------------- |
| 1980      | Star Wars Underoos                         | Muchacha C-3PO              | Comercial de televisión                                                   |
| 1987      | Silver Spoons                              | Samantha                    | Invitada. Episodio: "Rumors Are Flying"                                   |
| 1987      | Still the Beaver                           | Lynn                        | Invitada. Episodio: "I Had It All"                                        |
| 1988      | Broken Angel                               | Jaime Coburn                | Película de televisión                                                    |
| 1988      | Second Chance                              | Monica                      | Invitada. Episodio: "The Front"                                           |
| 1989      | Charles in Charge                          | Stephanie Curtis            | Invitada. 3 Episodios                                                     |
| 1989–1992 | Baywatch                                   | Shauni McClain              | Principal. 45 Episodios                                                   |
| 1990      | Daughter of the Streets                    | Jennifer                    | Película de televisión                                                    |
| 1990      | Full House                                 | Carrie Fowler               | Invitada. Episodio: "One Last Kiss"                                       |
| 1997      | Ed McBain's 87th Precinct: Heatwave        | Det. Eileen Burke           | Película de televisión                                                    |
| 1998      | Brooklyn South                             | Oficial Christine Bannon    | Invitada. 3 Episodios                                                     |
| 1998      | One Hot Summer Night                       | Kelly Moore Brooks          | Película de televisión                                                    |
| 1999      | Fantasy Island                             | Sybil Hammond               | Invitada. 2 Episodios (en el episodio: "Innocent" como Erica Eleniak)     |
| 1999      | Aftershock: Earthquake in New York         | Jillian Parnell             | Miniserie. Como Erika Eleniak-Goglia                                      |
| 1999      | Tasty sensations                           |                             | Película de televisión                                                    |
| 2002      | Christmas Rush                             | Catherine 'Cat' Morgan      | Película de televisión                                                    |
| 2004      | Fatal Lessons: The Good Teacher            | Victoria Paige              | Película de televisión                                                    |
| 2005      | The Real Gilligan's Island                 | Ginger - Equipo verde       | 7 Episodios. Reality                                                      |
| 2006      | Absolute Zero                              | Bryn                        | Película de televisión                                                    |
| 2006      | Celebrity Fit Club                         | Ella misma                  | 6 Episodios. Reality                                                      |
| 2006–2017 | Entertainment Tonight                      | Ella misma                  | 3 Episodios. Reality                                                      |
| 2008      | Germany's Next Topmodel                    | Ella misma                  | Juez invitada. Episodio: "Episode 10". Reality                            |
| 2009      | Actors Entertainment                       | Ella misma                  | Episodio: "ActorsE Chat with Erika Eleniak and Brenda Epperson". Reality  |
| 2010      | CSI: Miami                                 | Claire Peterson             | Invitada. Episodio: "See No Evil"                                         |
| 2010      | Desperate Housewives                       | Barbara Fine                | Invitada; Episodio: "A Humiliating Business"                              |
| 2012      | Holiday Spin                               | Roxy                        | Película de televisión                                                    |
| 2014      | The Dr. Susan Block Show                   | Ella misma                  | Invitada; Episodio: "The Hollywood Show: Love Among the Legends". Reality |
| 2014      | G-d in Hollywood                           | Ella misma                  | Invitada. 2 Episodios. Reality                                            |
| 2015      | Oprah: Where Are They Now?                 | Ella misma                  | Invitada. Episodio: "Baywatch". Reality                                   |
| 2015      | The Saturday Night Story                   | Ella misma / Shauni McClain | Película documental de televisión                                         |
| 2016      | The High Road with Drake and Serena Travis | Ella misma                  | Invitada. Episodio: "Erika Eleniak". Reality                              |
| 2017      | Seven Bucks Digital Studios                | Ella misma                  | Invitada. Episodio: "The Rock Basically Slows Down Time". Reality         |
| 2019      | Star Secrets                               | Ella misma                  | Invitada. Episodio: "Baywatch 30th anniversary"                           |
| 2019      | Ride it out                                | Ella misma                  | Anfitriona; Película reality de televisión                                |
| 2020      | The Morning Show                           | Ella misma                  | Invitada. Episodio: "14 October 2020". Reality                            |

### Radio
| Año  | Título                      | Personaje  | Notas                                                |
| ---- | --------------------------- | ---------- | ---------------------------------------------------- |
| 1999 | The Howard Stern Radio Show | Ella misma | Invitada. Episodio: 27 de noviembre de 1999. Reality |

### Videojuegos
| Año  | Título            | Personaje     | Notas |
| ---- | ----------------- | ------------- | ----- |
| 1995 | Panic in the Park | Janie / Jamie |       |